# إيرنيستو سوسا
إيرنيستو سوسا (بالإسبانية: Ernesto Sosa) هو لاعب كرة قدم مكسيكي في مركز الدفاع، ولد في 1 مارس 1962 في مدينة أغواسكاليينتس في المكسيك. لعب مع Inter San Miguel ‏.